# 三曲
三曲（さんきょく）は、地歌三味線（三弦）、箏、胡弓の三種の楽器の総称。またはそれらの音楽である地歌、箏曲、胡弓楽の総称。後に尺八が加わった。また三曲合奏のこと。

## 三曲の由来
いつ頃から使われたかはっきりしないが、三種の楽器を合わせる意味においていくつかの用例がある。もともと地歌三味線、箏、胡弓は江戸時代初期から当道座に属する盲人音楽家の扱う楽器であり、彼らによってそれぞれの楽器による音楽である、地歌、箏曲、胡弓楽が順次成立した。これらの楽器や音楽を、同じく彼らの専門音楽であり、はるかに以前から行なわれて来た「平曲」 (平家琵琶の音楽) に対して区別するために「三曲」という言葉が使われ始めたのではないかと思われる。ただし江戸時代中期には箏、胡弓、尺八の合奏を「三曲」と呼んだ記録もあって、単に三種の楽器の組み合わせを漠然と「三曲」と呼んだ可能性もある (尺八は当道座の楽器ではない) 。「三曲」という言葉が文献に見えるのはこの頃からである。江戸時代初期には色々な楽器が合奏されていたようだが、まだ「三曲」と呼ばれた記録は見つかっていない。やがて芸術音楽として確立されるに従い、地歌、箏曲、胡弓楽は独自の楽曲を持つようになり、合奏されることのない、それぞれ独立した別個の音楽として成立した。しかし江戸中期頃からこれらの楽器は特に地歌を中心に合奏されるようになった。特に三曲の楽器三種をすべて合奏させることを三曲合わせ、三曲合奏と呼ぶ。「三曲」と「三曲合奏」の前後関係は不明。
尺八は当道座外の楽器であるが、古くから胡弓と交流があり、また江戸時代中期頃からしばしば三味線、箏との合奏に加わるようになり、明治以降本格的に参入した。従って三曲合奏には、ふつう三味線、箏、胡弓と三味線、箏、尺八という二通りの編成があるが、現在では後者の方がずっと一般的となっている。また明治以降胡弓を演奏出来る人が減ったため、「三曲」に胡弓を含めなかったり、無視する三曲人もいる。しかし胡弓は本来三曲の楽器であり、現在でも胡弓楽は伝承されているし、胡弓入り三曲合奏も引き続き行われているので、三曲から胡弓を除いたり過去のものにするのは不当である。
三味線、箏、胡弓の奏者は兼任が多いが、尺八はそれのみを専門とする演奏家が多い。三曲合奏は見た目も美しい為か、錦絵にもしばしば描かれており、その多くは胡弓入りである。
江戸時代中期以降、地歌、箏曲、胡弓楽はそれぞれ固有の曲も残しつつ、合奏のため同じ曲を共有する比率が高くなり、次第に一体化して、幕末までには不可分の状況になった。また尺八も明治以降、合奏に加わりレパートリーとして地歌曲、箏曲を演奏する比率が大きくなり、現代において作られる曲でも箏や地歌三味線との合奏が多く、独立した流派を持ちつつもやはり一体化している。そこで、これら地歌、箏曲、胡弓楽、尺八楽の四種の音楽を総称して「三曲」と呼び、他の邦楽種目、例えば長唄や義太夫節、清元、琵琶楽、能楽などと区別するために使われる。現代の三曲の奏者たちは、流派のほかに「三曲会」「三曲連盟」「三曲協会」などの音楽団体を結成している。

## 三曲以外の三曲
地歌は三味線音楽として最も長い歴史を持ち、他の三味線音楽の規範となった部分も多いためか、それ以外の三味線音楽でも時おり「三曲」を扱うことがある。たとえば、人形浄瑠璃及び歌舞伎の伴奏音楽である義太夫節では、「阿古屋の琴責め」が有名であり、ここでは地歌三味線、箏、胡弓の三曲がすべて演奏される。また長唄曲『三曲糸の調』や『三曲松竹梅』では、三味線、箏、胡弓が詠われ、またそれぞれの音楽を三味線で表現している（三曲の楽器を実際に用いるわけではない）。

## 留意点
1. 箏曲のうち筑紫箏、八橋流は江戸初期、前期の音楽をほとんどそのまま伝えており他楽器との合奏を行わない。
2. 山田流箏曲ではふつう合奏において地歌三味線ではなく浄瑠璃系中棹三味線を使う。
3. 山田流箏曲は曲により三曲外のジャンルである一中節などの浄瑠璃と合奏（交互演奏。掛け合いという）することがある。
4. 地歌以外の三味線音楽は三曲に含まれず、基本的に三曲合奏も行わない。
5. 民謡、民俗芸能の三味線、尺八、胡弓は三曲には含まれない。

## 三曲のジャンル

### 箏曲
1. 筑紫箏
2. 八橋流
3. 生田流系
4. 山田流
5. その他（京極流など）

### 地歌
1. 柳川流系
2. 野川流系

### 胡弓楽
1. 地歌系（京都系、大阪系、名古屋系、宮城会系、政島流{断絶}）
2. 山田流系（藤植流、松翁流）

### 尺八楽
1. 明暗流系
2. 琴古流
3. 都山流
4. その他（上田流、竹保流、西園流など）